# Вутен, Виктор
 Виктор Вутен  (англ. Victor Lemonte Wooten, род. 11 сентября 1964, Маунтин-Хом, Айдахо) — американский бас-гитарист-виртуоз, обладающий экстраординарной техникой игры на электрической бас-гитаре, преподаватель, обладатель пяти премий Грэмми. Выпускает сольные альбомы, а также участвовал и участвует в некоторых коллективных проектах, в частности — в джазовом коллективе Béla Fleck and the Flecktones и бас-группе SMV со Стэнли Кларком и Маркусом Миллером. В 2011 году признан одним из лучших бас-гитаристов всех времен согласно опросу, проведенному журналом Rolling Stone.

## Биография
Виктор Лемонте Вутэн родился 11 сентября 1964 года и был самым младшим ребенком из пяти братьев (Реджи, Рой, Руди, Джозеф). В трехлетнем возрасте он начинает заниматься музыкой с помощью игрушечной гитары «Микки Маус». На сцене Виктор впервые появляется, когда коллектив из пяти братьев «The Wooten Brothers Band» исполняют несколько каверов перед выступлением Мэйфилд, Кёртис и группы «War». Некоторое время братья дают концерты в парке аттракционов.
В 1988 году Виктор переезжает в Нешвилл (штат Теннеси, США), где играет в группе соул, блюз исполнителя Йонелла Моззера. Через год Виктора и его брата Роя (он известен как Future Man) заметил знаменитый своей игрой на банджо Бэла Флэк. В следующие годы братья были ритм-секцией этого музыканта, а когда к ним присоединился клавишник Говард Леви, группа стала называться «The Flecktones». С этого момента, можно сказать, начинается путь к известности гениального музыканта.
Позже, в составе группы «Bela Fleck and Flecktones», Виктор Вутен получает желанную статуэтку «Грэмми», а также признание и любовь миллионов поклонников по всему миру. В 1998 в третий по счету раз он удостаивается звания «Басист года» (по опросу журнала «Bass Player») и становится единственным басистом, который трижды получил эту награду. В этом же году Виктор удостоился второй премии «Грэмми» за инструментальную композицию «Almost 12» с альбома Bela Fleck and the Flecktones «Left of Cool». Журнал Down Beat писал о Викторе: «Талант, получивший самое большое признание».
В этом же году Виктор занял первое место в рейтинге басистов-новаторов 90-х.
В 1999 получает награду «Басист года» на Нешвильской Музыкальной премии. Выходит его третий сольный альбом «Yin Yang».
Также Виктор вместе со Стивом Бейли (Steve Baily, басист, основатель школы игры на безладовом шестиструнном басу) собрали группу Bass Extremes.
Виктор, Рэджи и Джозеф Вутен с недавних пор вновь играют вместе.

## Инструменты
Виктор Вутен использует бас-гитары «Fodera» модели Yin Yang и Monarch, усилители Hartke LH-1000, процессор «BOSS» GT-6B в качестве лупера, а также различные педали эффектов от Electro-Harmonix и 3Leaf.

## Дискография
- A Show of Hands (1995)
- What Did He Say? (1997)
- Yin-Yang (1999)
- Live In America (2001)
- Soul Circus (2005)
- Palmystery (2008)
- Sword And Stone (2012)
- TRYPNOTYX (2017)